# Franco Castellazzi
Franco Castellazzi (Redavalle, 10 gennaio 1941 – Redavalle, 27 agosto 2001) è stato un politico italiano, fra i fondatori della Lega Nord. Nei primi anni della sua storia è stato il "numero due" del partito, nonché presidente della Lega Lombarda dal 1989 al 1991. Dopo aver abbandonato la Lega ha avuto ruoli in vari partiti minori.

## Biografia
Sposato con Antonella Ferrari, ha studiato giurisprudenza ed è stato pubblicitario ed imprenditore. È stato proprietario del ristorante, bar, discoteca, piscina "Il Fontanile" a Redavalle, in provincia di Pavia, dove ha inventato lo spogliarello maschile, trovata ironica per festeggiare l'8 marzo 1986. Nel 1986 conosce Umberto Bossi, assieme al quale fonda la Lega Lombarda.
Alle elezioni amministrative del 1988 viene eletto al consiglio comunale di Pavia. Si ricorda, nell'ambito di una strategia che mirava a costruire l'idea che i lombardi onesti fossero minacciati dall'esterno, un discorso molto duro del novembre 1988 sul rapimento a scopo di estorsione di un pavese: Castellazzi accusò lo Stato di essere responsabile non combattendo la criminalità organizzata. È stato eletto consigliere regionale in Lombardia alle elezioni del 1990, diventando capogruppo.
Nei suoi discorsi puntò l'indice, fra le altre cose, contro il tricolore (accusato di essere massonico), l'Inno di Mameli e i campi nomadi. Chiese che in Lombardia venissero inviati solo prefetti di quella regione. Si è occupato della strategia fiscale della Lega. Nel febbraio 1989 si tiene il primo congresso federale della Lega Lombarda per eleggere il presidente. Castellazzi, primo presidente eletto nel congresso succede a Augusto Arizzi (presidente dal 1986 al 1987) e a Silvana Bazzan (presidente dal 1987 al 1989) con Bossi alla segreteria. Mantiene tale incarico fino al 1991 quando è sostituito da Francesco Speroni.
Nel settembre 1991 Bossi fece un discorso molto duro contro il gruppo di Castellazzi, accusato di essere diventato parte della partitocrazia e di essersi avvicinato al Partito Socialista e alla Democrazia Cristiana.
Castellazzi sosteneva, contrariamente a Bossi, che la Lega dovesse entrare gradualmente nelle Istituzioni, era contrario alla secessione, contestava la deriva verso destra del movimento, si opponeva alle tendenze xenofobe e razziste, riteneva che la Lega dovesse preparare un'adeguata classe dirigente. Nell'ottobre 1991 Castellazzi e altri cinque consiglieri regionali lasciarono la Lega Nord per fondare prima la Lega autonomista federalista e poi la Lega Nuova, che si è sciolta però dopo meno di un anno anche a causa dell'abbandono di vari aderenti. Il 18 gennaio 1992 lui e Massimo Colombo (che lo aveva seguito nella Lega Nuova) sono stati vittima a Varese di un'aggressione per la quale hanno accusato quelli che hanno definito come "gli squadristi di Bossi". Roberto Maroni, allora segretario provinciale della Lega lombarda, respinse le accuse.
Nel 1993 Gianfranco Miglio, di cui Castellazzi confutava la teoria delle macroregioni, in un'intervista disse che Castellazzi in passato si era incontrato in segreto con Bettino Craxi per avvicinare la Lega al Partito Socialista, riprendendo le accuse fattegli in passato da Bossi. Castellazzi lo querelò per diffamazione sostenendo la falsità di quanto affermato. Nel novembre 1993 aderisce a Alleanza Democratica, lanciando la "campagna antifisco" e provocando qualche polemica sul suo ruolo all'interno del partito.
Si ricandida in consiglio regionale alle elezioni del 1995 con la lista Fronte Autonomista ottenendo però pochissimi voti.
In seguito promuove la lista Autonomia padana e il movimento politico autonomista Mela, presentandosi alle elezioni amministrative in alcune circoscrizioni.
Nel 2001 è stato per un breve periodo leader provinciale del partito Democrazia Europea, guidato da Sergio D'Antoni.
È morto nell'agosto 2001 all'età di 60 anni nel suo paese natale. Bossi in seguito lo ha successivamente ricordato "con accenni accorati".